# Claudia Lösch
Claudia Lösch, född den 19 oktober 1988 i Wien, är en österrikisk, paralympisk alpin skidåkare på monoski.
Hon vann guldmedaljer i slalom och super-g, silver i superkombination vid paralympiska vinterspelen 2010 i Vancouver. Hon vann också silvermedaljer i storslalom och Super-G vid paralympiska vinterspelen 2014 i Sotji. I störtlopp vann Lösch brons både vid paralympiska vinterspelen 2006 i Turin och 2010 i Vancouver. Sex VM-guld; 2013 och 2015, och ett silver 2015 har hon också vunnit. 1x Team-Weltmeisterin (La Molina (ESP) 2013, Panorama (CAN) 2015, Tarvis (ITA) 2017),
Vid Paralympiska vinterspelen 2018 i Pyeongchang kom Lösch på tredjeplats i storslalom
 och på andra plats i super-G.
Den 22 september 2018 förklarade Claudia Lösch att hon skulle avsluta sin aktiva karriär på grund av oenigheter med Internationella Paralympiska kommittén efter 16 aktiva år och efter den kommande VM-säsongen.

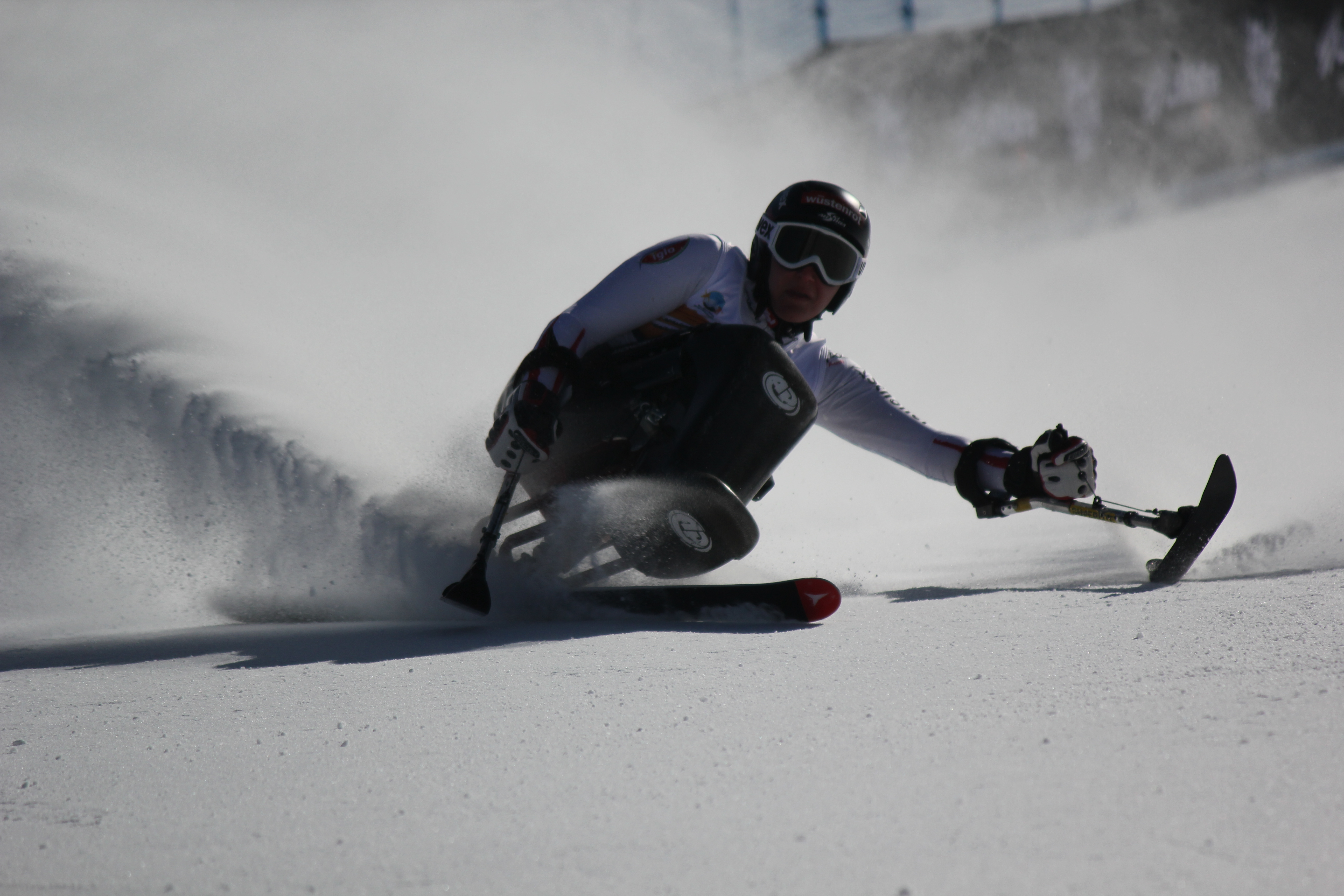
Claudia Lösch i Super-G på IPC Alpin-VM i La Molina, Spanien den 21 februari 2013.

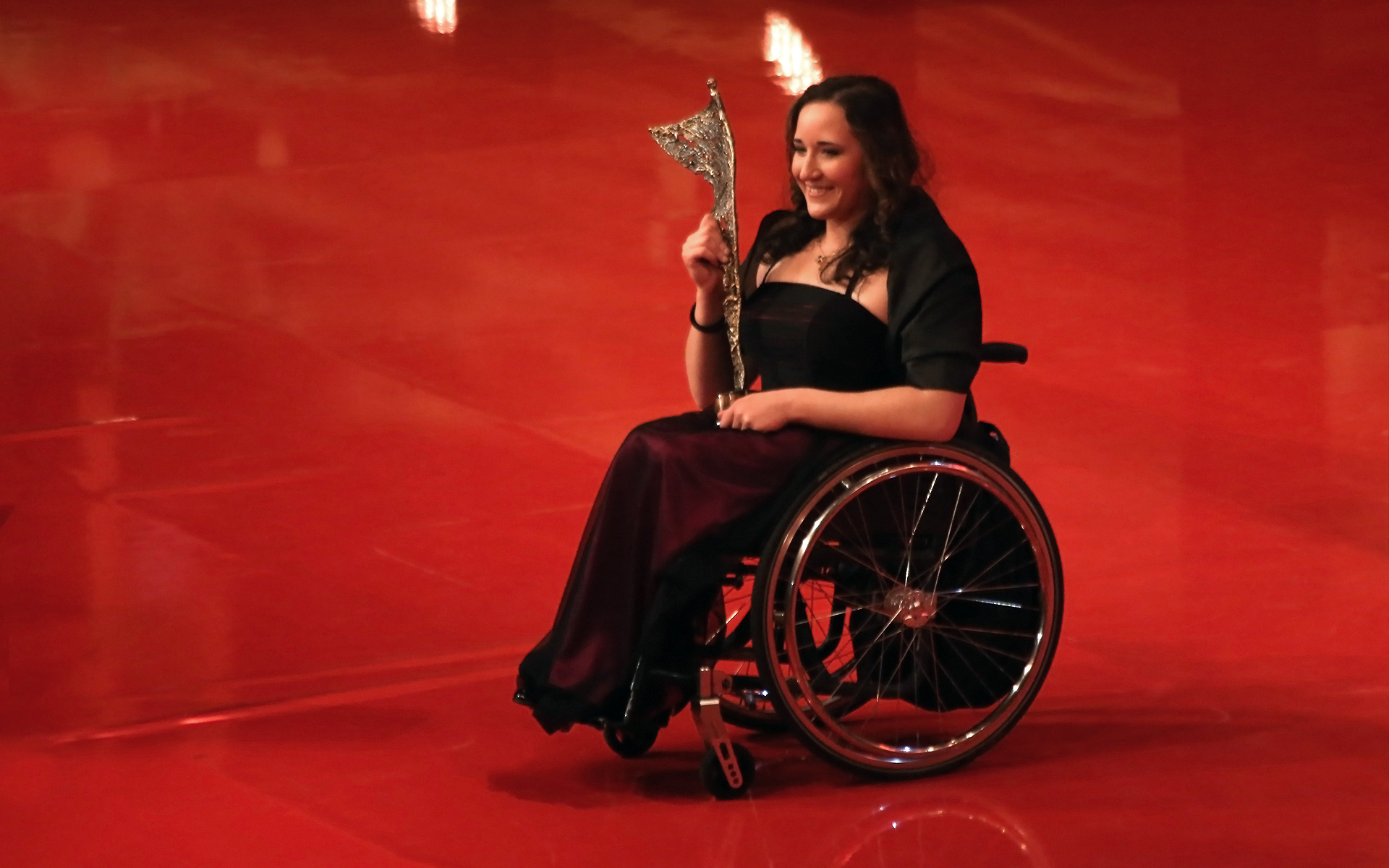
Lösch blev Årets österrikiska funktionshindrade idrottare 2013. Tidigare hade hon blivit det 2010 och 2011. Senare blev hon det även åren 2014, 2015 och 2017.